# روبلوف ۲۴۵۷
سیارک ۲۴۵۷ (به انگلیسی: 2457 Rublyov، نامگذاری:1975TU2) دو هزار و چهارصد و پنجاه و هفتمین سیارک کشف شده‌است که در ۳ اکتبر ۱۹۷۵ کشف شد.
قدر مطلق سیارک برابر ۱۲٫۷۰ است.